# بلینزبورگ (پنسیلوانیا)
بلینزبورگ (به انگلیسی: Blainsburg) یک منطقهٔ مسکونی در ایالات متحده آمریکا است که در شهرستان واشینگتن، پنسیلوانیا واقع شده‌است. بلینزبورگ ۲۹۱٫۷ متر بالاتر از سطح دریا قرار دارد.